# Bouwer
Bouwer es una localidad del Departamento Santa María, provincia de Córdoba, ubicada en la zona rural que se extiende al sur de la capital provincial, entre la RN 9 y la RN 36. Se encuentra a 6 km al este del puesto de peaje Alto del Durazno de la RN 36.
Los accesos a esas rutas nacionales desde el pueblo, son de tierra, por lo que su vinculación con la ciudad se realiza por las rutas provinciales A 103 (Camino San Carlos) y A 104 (Camino San Antonio), distando 17 km del centro. El servicio  de transporte público de pasajeros lo realiza la línea 29.
Bouwer está organizada políticamente como Municipalidad, y gobernada por un partido político local, la Unión Vecinal.

## Población
Su población es de 1687 según Indec 2022 de acuerdo al censo nacional, ascendía a 625 habitantes (Indec, 2001) y contaba con 178 viviendas. Ha tenido un crecimiento importante en los años subsiguientes, considerando las autoridades comunales en el año 2007, que se componía de 1.200 habitantes y 240 viviendas, dispersas en un amplio territorio.
Lo cual se corroboró con los resultados del censo provincial de población de 2008, que incluye los ejidos municipales y comunales, comprendiendo la población rural, atento a que determinó una población de 1849 habitantes, un 223,25 % más que en el anterior censo provincial de 1996, cuando tenía 572 moradores. Asimismo indica que la población viene creciendo a un ritmo del 18,60% anual, sólo superado por otras cinco localidades en toda la provincia.

## Toponimia
El origen del nombre es incierto, aunque se supone que corresponde a un ingeniero inglés que intervino en la construcción de la estación y el tendido ferroviario. Otra teoría puede ser que haya sido nombrada por Nicolas Bouwer, agente de Barings en Argentina y primer presidente del Tigre Boat Club en Buenos Aires.

## Historia

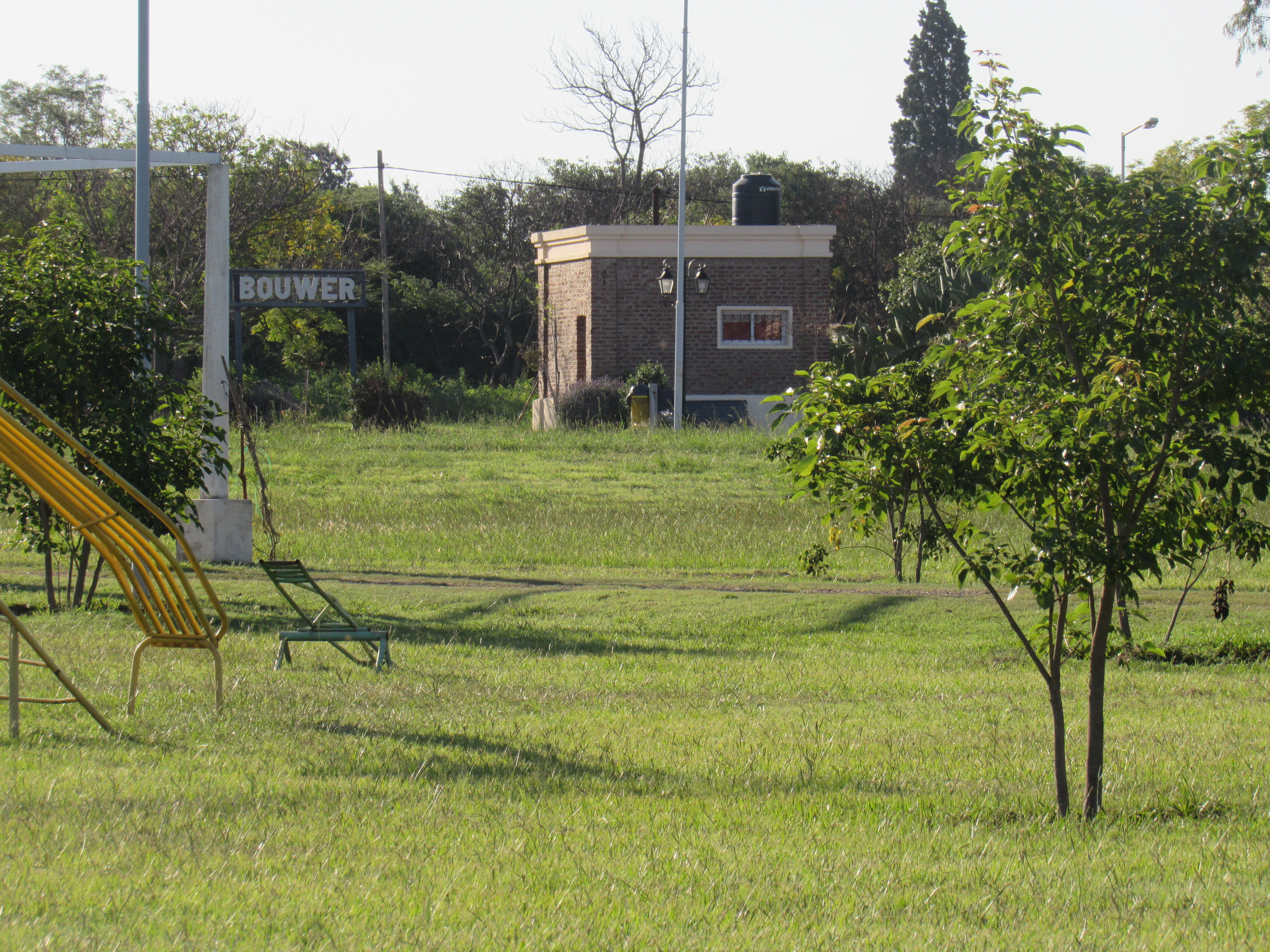
De fondo la antigua estación

Nació en 1907 como estación ferroviaria intermedia entre Coronel Olmedo y Rafael García, de un ramal que comunicaba la ciudad de Córdoba, con Despeñaderos y Río Tercero.
Se considera fecha de fundación el 11 de octubre de 1907, día en que se  firmaron los documentos que ordenan la construcción del ramal ferroviario.
Los habitantes tradicionalmente se han dedicado a actividades agrícola-ganaderas, pero en la actualidad predominan los que se desempeñan como empleados en Córdoba.
En la zona circundante, que es muy poblada, se encuentran los parajes rurales Socavones (259 hab y 71 viv. en 2001), Caseros Centro (177 y 52) y La Carbonada (69 y 20), comunicados con la urbe capitalina por la ruta A 102 (Camino 60 Cuadras).

## Problemas ambientales
Bouwer enfrenta diversos problemas ambientales, ocasionados por algunas actividades industriales o de servicios que tienden a relegarla al rol de  “patio trasero” de la ciudad de Córdoba, impidiéndole disfrutar de un ambiente sano.
En el ejido comunal, 4 km al este de la planta urbana, se encuentra el predio donde se realizaba hasta 2010 el enterramiento sanitario de la basura producida por la ciudad de Córdoba. También existe un horno pirolítico donde se incineraban residuos patógenos.
Desde 1984 hasta mediados 2005 funcionó una empresa metalúrgica, que producía emanaciones de gases tóxicos, lo que ocasionó al menos 14 casos de saturnismo entre la población.
El 16 de julio de 2005, el Senasa trasladó al predio de CRESE, en Bouwer, un cargamento de 12 toneladas de DDT y 400 L de otros plaguicidas, que había tenido durante 30 años en un populoso barrio de la ciudad capital, en pésimas condiciones de almacenamiento.
Esta situación originó encendidas protestas de los vecinos y autoridades de la localidad, temerosos por su salud, que incluyeron la difusión del tema en los medios y una denuncia a la Justicia Federal.
Ésta barajó la posibilidad de ordenar el traslado de los residuos peligrosos a Bélgica o a Francia para su tratamiento, pero debido al elevado costo de este procedimiento, finalmente dos meses después, fueron depositados en la planta de almacenamiento de la empresa Taym, en otro predio próximo, pero ubicado 2 km más al sur, fuera de la jurisdicción de Bouwer.

## Cárcel Reverendo Francisco Luchesse
Este moderno Complejo Carcelario, fue inaugurado en el año 2000. Está ubicado en las afueras de la ciudad de Córdoba. Consta de cuatro módulos y aloja internos procesados y condenados de sexo masculino.
Las personas de la localidad han hecho diversas gestiones para desestigmatizar a la población que ha sufrido una marca social porque quienes no viven allí llaman a la cárcel con el nombre del poblado, en vez del nombre propio de la misma.

### Historia
En 2009 se construyó en el ejido comunal de Bouwer una cárcel, a la que en años posteriores se agregaron otras dependencias, constituyendo el Complejo Carcelario “Reverendo Francisco Luchesse”, dependiente del Servicio Penitenciario Córdoba del Gobierno Provincial, considerada de máxima seguridad, donde se alojan unos 2100 internos. Funcionan cuatro módulos donde se alojan varones, una cárcel de mujeres y el Complejo Esperanza, el cual consta de 4 Módulos en el que se alojan aproximadamente 200 adolescentes en conflicto con la ley penal.

### Talleres de trabajo
Este establecimiento penitenciario cuenta con diversos talleres donde los internos trabajan: 
- Módulo de Máxima Seguridad 1 (MX1): Cuenta con talleres tales como carpintería, herrería, serigrafía, fabricación de líquidos de limpieza, fábrica de pintura látex, tapicería, huerta, costura de fútbol

- Módulo de Máxima Seguridad 2 (MX2): Cuenta con talleres tales como colchonería, tornería, huerta, costura de fútbol, chapa y pintura, refrigeración

- Módulo de Mediana Seguridad (MD1): Cuenta con talleres tales como panadería, elaboración de alimentos de soja, huerta, macetas, bobinados de motores, herrería, trapo de piso, bicicletería.

- Módulo 2 Para Condenados: Cuenta con talleres tales comoherrería, carpintería, artesanías en chapa, taller de pintura, huerta, escobería, fábrica de pastas, depósito, lavadero de autos, mimbrería, imprenta, tapicería, recarga de matafuegos.[9]

### Actualidad
Con relación a la actual pandemia a causa del COVID-19 las autoridades provinciales instalaron carpas sanitarias que serán destinadas a la eventual atención de pacientes con diagnóstico positivo de coronavirus, en estado leve. La medida se implementó a través del Ministerio de Salud y el Ministerio de Justicia de Córdoba, bajo el protocolo correspondiente y que es impulsado a través del Centro de Operaciones de Emergencia (COE).

## Planta potabilizadora Los Molinos
Es la planta potabilizadora del sistema Sur de captación, distribución y tratamiento de agua potable de la ciudad. ubicada al este de la localidad, recibe agua cruda del embalse Los Molinos, y la purifica para abastecer a la zona sur de la ciudad de Córdoba.

## Depósito judicial de automotores
En el predio conocido como Potrero 2, se encuentra el Depósito Judicial de automotores secuestrados en causas judiciales (motocicletas,bicicletas, caballos y otros vehículos ), el que sufrió un grave incendio el 31 de julio de 2007.

## Sismicidad
La sismicidad de la región de Córdoba es frecuente y de intensidad baja, y un silencio sísmico de terremotos medios a graves cada 30 años en áreas aleatorias. Sus últimas expresiones se produjeron:
- 22 de septiembre de 1908 (116 años), a las 17.00 UTC-3, con 6,5 Richter, escala de Mercalli VII; ubicación 30°30′0″S 64°30′0″O / -30.50000, -64.50000; profundidad: 100 km; produjo daños en Deán Funes, Cruz del Eje y Soto, provincia de Córdoba, y en el sur de las provincias de Santiago del Estero, La Rioja y Catamarca[15]

- 16 de enero de 1947 (78 años), a las 2.37 UTC-3, con una magnitud aproximadamente de 5,5 en la escala de Richter (terremoto de Córdoba de 1947)[14]

- 28 de marzo de 1955 (70 años), a las 6.20 UTC-3 con 6,9 Richter: además de la gravedad física del fenómeno se unió el desconocimiento absoluto de la población a estos eventos recurrentes (terremoto de Villa Giardino de 1955)

- 7 de septiembre de 2004 (20 años), a las 8.53 UTC-3 con 4,1 Richter

- 25 de diciembre de 2009 (15 años), a las 21.42 UTC-3 con 4,0 Richter